# Oskar Hoffmann

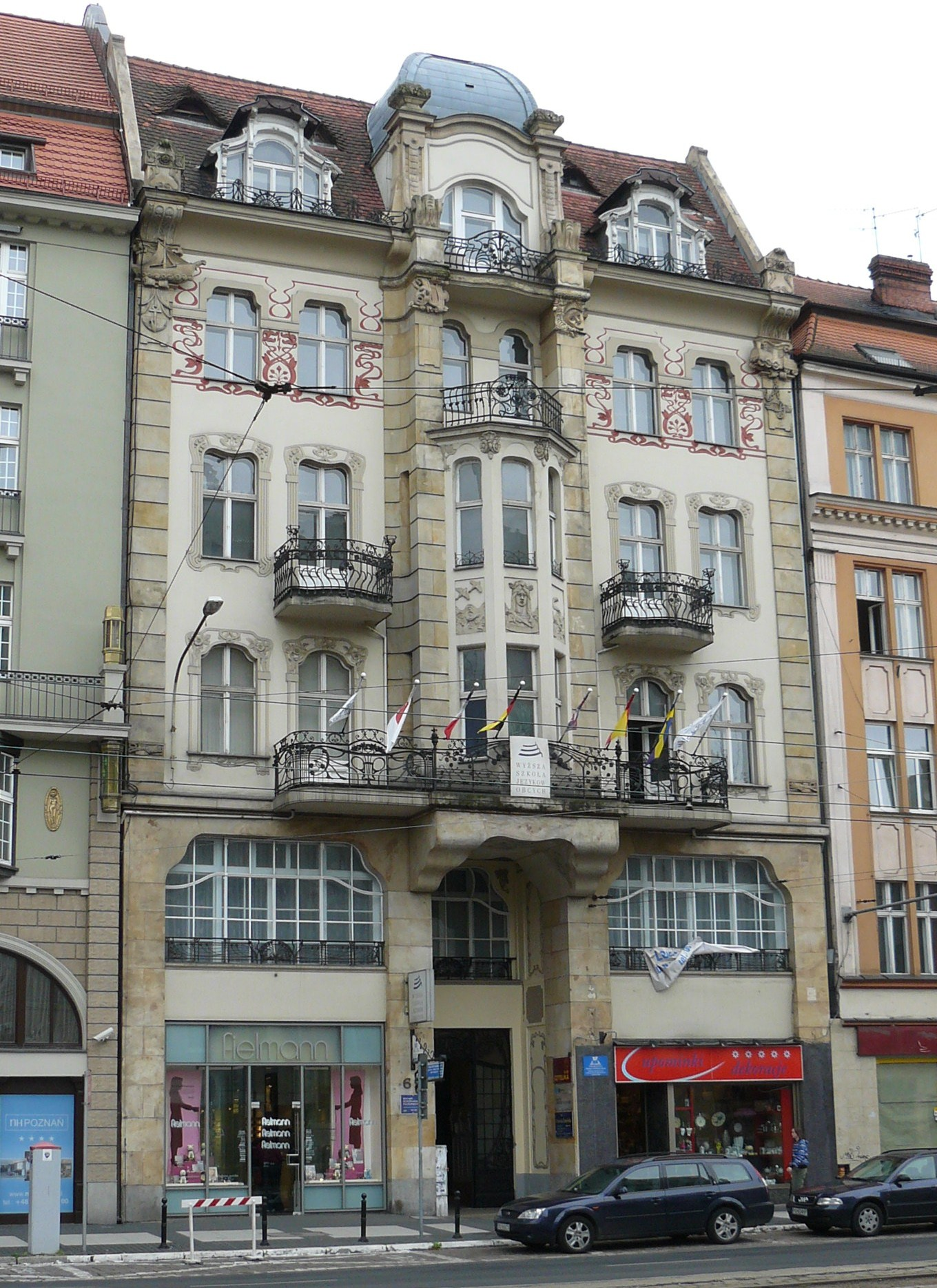
Kamienica przy ul. św. Marcin 69 w Poznaniu

Oskar Hoffmann (ur. 13 sierpnia 1850 w Świdnicy, zm. 5 listopada 1916 w Poznaniu) – architekt działający na terenie Poznania na przełomie XIX i XX wieku.

## Styl

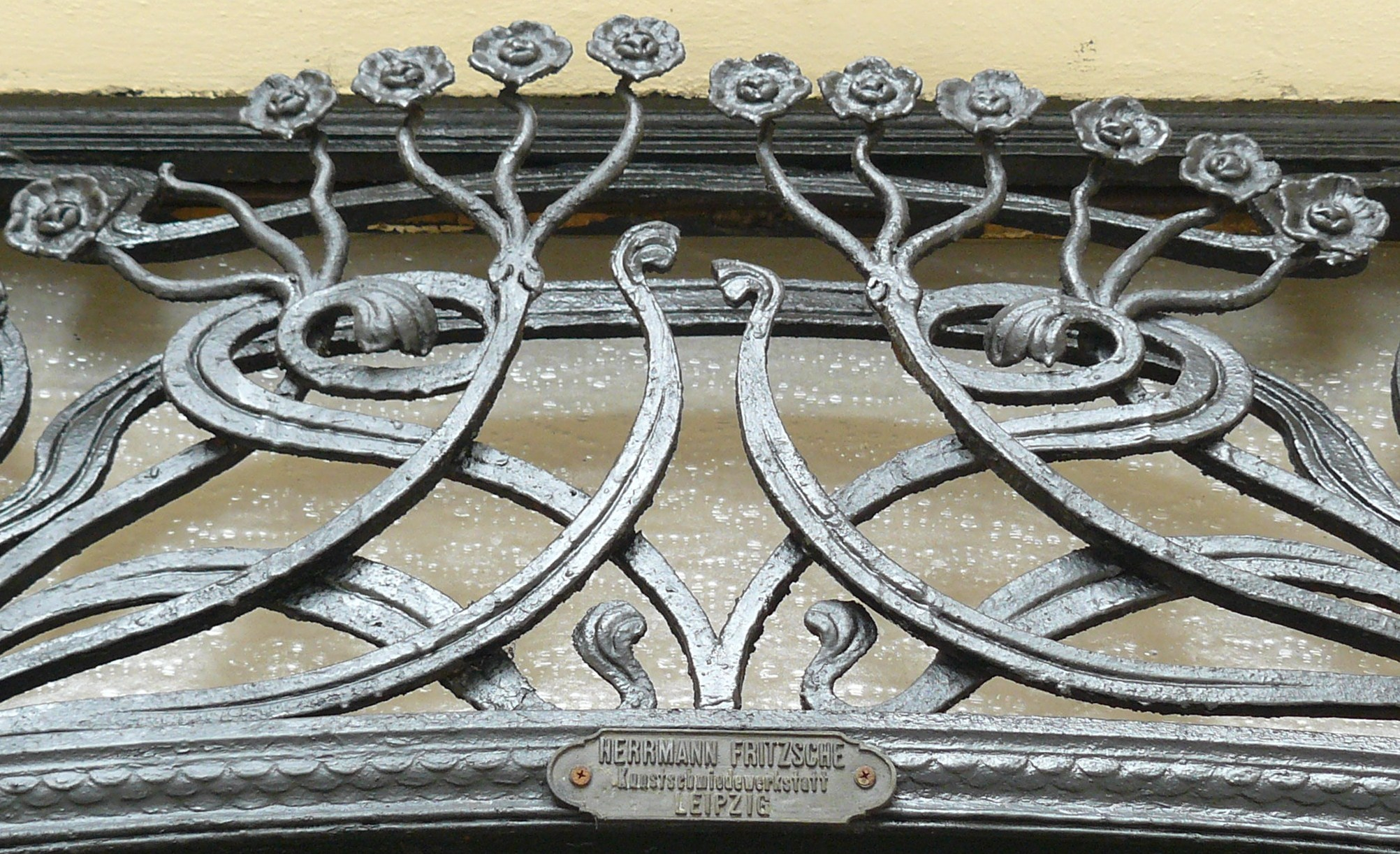
Detal balustrady I piętra przy ul. św. Marcin 69 w Poznaniu

Hoffmann projektował w stylu secesji, łączył elementy klinkierowej licówki w różnych kolorach z bogatą sztukaterią i wielkopłaszczyznowymi dekoracjami w tynku i sgraffito pokrywającego powierzchnię fasady, a także drewnianych elementów ciesielskich i kowalskiego detalu w balustradach czy zadaszeniach balkonów. Styl Hoffmanna można wyraźnie powiązać z budynkami powstającymi w tym czasie we Wrocławiu, gdzie studiował. Projektując architekt dużą wagę, oprócz fasady budynku, przywiązywał do sieni, klatki schodowej, a nawet podwórza, które przez innych projektantów traktowane były z mniejszą uwagą. Wysoki poziom wykonawstwa i architektonicznego detalu są wizytówką stylu tego architekta.

W tej właśnie manierze tworzył swe ówczesne domy Oskar Hoffmann, zestawiając wyłożoną klinkierową licówką powierzchnię ściany już nie tylko z bogatymi sztukateriami, ale różnymi w fakturze tynkami i sgraffitami. Fasady Hoffmanna uznać trzeba za chyba najciekawsze z tych, jakie powstały w tym czasie w całym Poznaniu, nie tylko w jego zachodnich dzielnicach. – Jan Skuratowicz

## Działalność architektoniczna
Studia architektoniczne odbył we Wrocławiu i później w Berlinie. W roku 1885 przeprowadza się do Poznania, a w roku 1900 przenosi się na Jeżyce, podmiejskiej osady włączonej wówczas w granice miasta Poznania. Jedne z pierwszych udokumentowanych poznańskich projektów to dwa domy z własną pracownią przy nowo wytyczonej ulicy Jackowskiego 39 i 41 (dawniej Nollendorfa) powstałe w 1901 roku. Co najmniej od roku 1902 ma własne biuro projektowe Bureau für Architektur und Bauleitung zatrudniające kilka osób.
W 1902 roku projektuje jedną z pereł poznańskiej secesji pięciokondygnacyjną kamienicę przy ul. św. Marcin 69 dla kupca Gustawa Haasego i wydawcy Georga Wagnera. Ta stojąca na przedłużeniu ul. Gwarnej kamienica ze swoją monumentalną symetryczną fasadą wykończoną detalami z piaskowca i kutymi elementami balustrad balkonów do dzisiaj wyróżnia się perfekcją wykonania i dużymi walorami artystycznymi. Projekt ten przyniósł architektowi szereg dalszych zamówień.
Kolejnym ważnym był projekt trzykondygnacyjnej kamienicy z poddaszem mieszkalnym dla kupca i radcy miejskiego Oskara Bahlaua przy ul. Zwierzynieckiej 20. Ten kilkurodzinny dom wyróżnia się asymetryczną kompozycją elewacji z bogatym użyciem piaskowca, sztukateriami i zastosowaniem drewna w lukarnach (zwanych kaferkami) doświetlających czwartą kondygnację, elementach podziału wysokiego stromego dachu oraz w konstrukcji wieżyczek wieńczących fasadę.
Wyjątkowy secesyjny detal Hoffmanna znajduje wielu naśladowców i jest chętnie kopiowany przez inne pracownie, co powoduje, że dzisiaj przy braku dokumentacji nie jest możliwe pełne rozpoznanie projektów Hoffmanna. Wydaje się, że liczba realizacji była znacznie większa niż ta udokumentowana, ale zdarzają się też budynki przypominające styl architekta, jednak takim wątpliwym projektem jest powstała w roku 1905 południowa pierzeja Rynku Jeżyckiego dla Wendlanda. Budynek pod numerami 1, 2 i 3, mimo wizualnego podziału na osobne kamienice, powstaje według jego projektu, ale pewne pomysły i rozwiązania detalu zbliżają ją do dzieł Hoffmanna, razi jednak pewna sztuczność w łączeniu elementów, brak znakomitego warsztatu, jaki cechował autorskie realizacje architekta.

## Lista ważniejszych poznańskich projektów

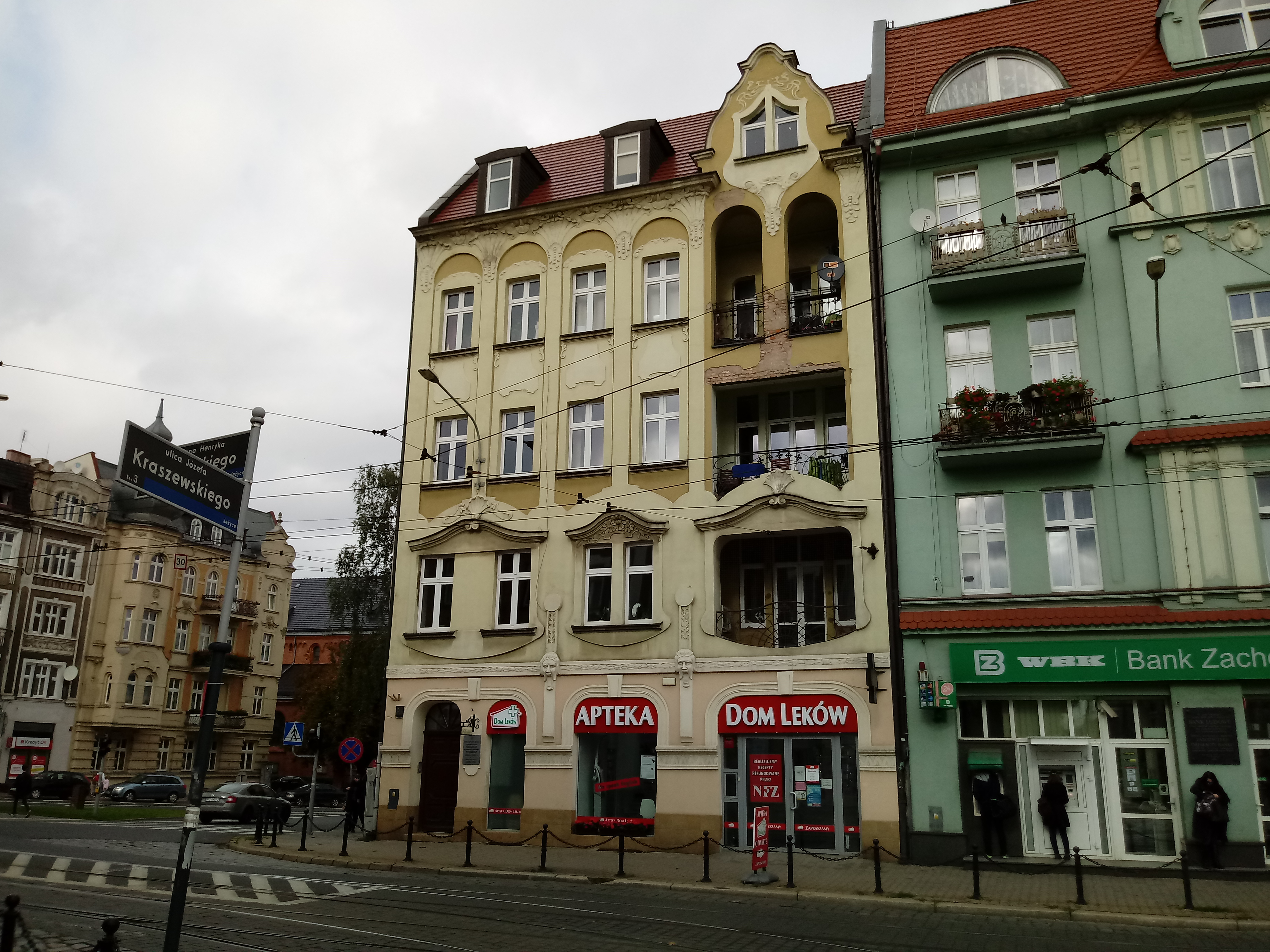
Kamienica projektu Oskara Hoffmanna, ul. Dąbrowskiego 57, róg ul. Kościelnej

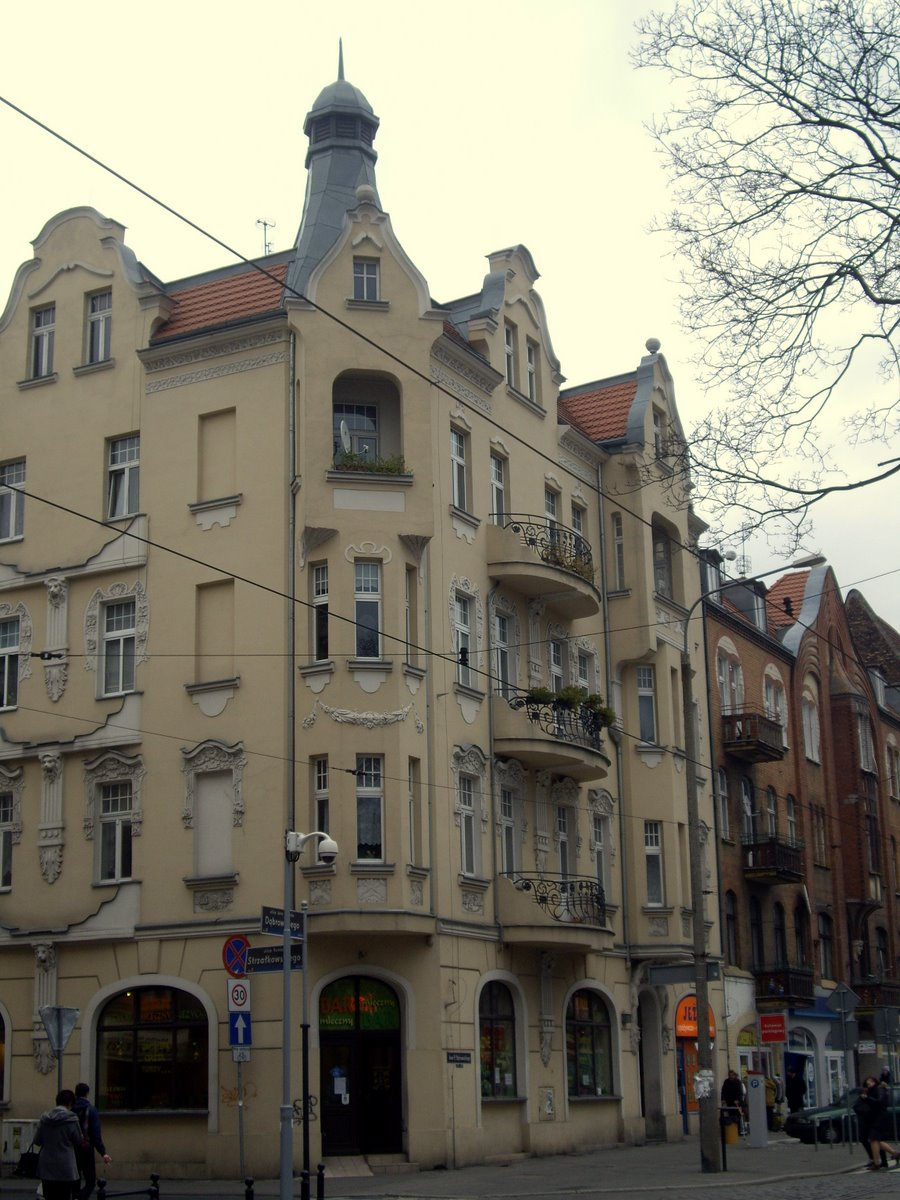
Kamienica narożna przy ul. Strzałkowskiego i Dąbrowskiego 39 w Poznaniu

- Dom własny przy ul. 23 Lutego 26 (dawniej Fryderykowska) – 1898 (zniszczony w 1945)
- Domy przy ul.Jackowskiego 39 i 41 (dawniej Nollendorfa) – 1901
- Kamienica Haasego i Wagnera przy ul. św. Marcin 69 – 1902
- Kamienica Oskara Bahlaua przy ul. Zwierzynieckiej 20 – 1903
- Kamienica S. Lattego przy ul. Niegolewskich 24 (dawniej Augusty) – 1904
- Kamienica Idzikowskiego przy ul. Głogowskiej 9 (dawniej Łazarska) – 1904
- Kamienica narożna przy ul. Dąbrowskiego 39 i ul. Strzałkowskiego 1 (dawniej róg Wielkiej Berlińskiej i Wysokiej) – 1904
- Kamienica przy ul. Dąbrowskiego 57 (dawniej Wielka Berlińska)
- Dom własny przy ul. Polnej 28
- Kamienica narożna przy ul. Kwiatowej 8 i ul. Łakowej 15 – 1905
- Kamienica przy ul. Kwiatowej 9 – 1905
- Willa miejska Adolfa Schuberta przy ul. Gajowej 3 – 1905
- Kamienica przy ul. Słowackiego 19 i 23 (dawniej Karola)
- Dom przy ul. Głogowskiej 107 (dawniej Łazarska)
- Dom na rogu ul. Wyspiańskiego 4 i ul. Chełmońskiego (dawniej Hardenberga i Helmholtza)

## Życie prywatne
Od 1874 roku żonaty z Luisą Sommerfeld, z którą miał dwie córki. Pod koniec życia mieszkał w kamienicy przy ulicy Gajowej 4.